# Irshad
 (mars 2022).
La mise en forme du texte ne suit pas les recommandations de Wikipédia : il faut le « wikifier ».
Les points d'amélioration suivants sont les cas les plus fréquents. Le détail des points à revoir est peut-être précisé sur la page de discussion.
- Les titres sont pré-formatés par le logiciel. Ils ne sont ni en capitales, ni en gras.
- Le texte ne doit pas être écrit en capitales (les noms de famille non plus), ni en gras, ni en italique, ni en « petit »…
- Le gras n'est utilisé que pour surligner le titre de l'article dans l'introduction, une seule fois.
- L'italique est rarement utilisé : mots en langue étrangère, titres d'œuvres, noms de bateaux, etc.
- Les citations ne sont pas en italique mais en corps de texte normal. Elles sont entourées par des guillemets français : « et ».
- Les listes à puces sont à éviter, des paragraphes rédigés étant largement préférés. Les tableaux sont à réserver à la présentation de données structurées (résultats, etc.).
- Les appels de note de bas de page (petits chiffres en exposant, introduits par l'outil «  Source ») sont à placer entre la fin de phrase et le point final[comme ça].
- Les liens internes (vers d'autres articles de Wikipédia) sont à choisir avec parcimonie. Créez des liens vers des articles approfondissant le sujet. Les termes génériques sans rapport avec le sujet sont à éviter, ainsi que les répétitions de liens vers un même terme.
- Les liens externes sont à placer uniquement dans une section « Liens externes », à la fin de l'article. Ces liens sont à choisir avec parcimonie suivant les règles définies. Si un lien sert de source à l'article, son insertion dans le texte est à faire par les notes de bas de page.
- La présentation des références doit suivre les conventions bibliographiques. Il est recommandé d'utiliser les modèles {{Ouvrage}}, {{Chapitre}}, {{Article}}, {{Lien web}} et/ou {{Bibliographie}}. Le mode d'édition visuel peut mettre en forme automatiquement les références.
- Insérer une infobox (cadre d'informations à droite) n'est pas obligatoire pour parachever la mise en page.

Pour une aide détaillée, merci de consulter Aide:Wikification.
Si vous pensez que ces points ont été résolus, vous pouvez retirer ce bandeau et améliorer la mise en forme d'un autre article.
Irshad est une chaîne de magasins vendant de l'électronique et des appareils électroménagers en  Azerbaïdjan.
La société a été fondée en 2000 par Rashad Garibov sous le nom d'I&R Telecom. En 2022, il y aura un réseau de magasins et plus de 700 revendeurs dans 44 villes et régions, dont Bakou et Sumgayit,,.

## Histoire
Irshad a été créé en 2000 à Bakou sous le nom d'I&R Telecom. Depuis 2003, elle a élargi son réseau en multipliant le nombre de magasins dans la capitale et les régions.
Fin 2007, I&R Telecom change de nom et change de nom pour Irshad Telecom. À partir de 2018, la société continue à opérer sous le nom "Irshad Electronics" et commence à vendre des produits électroniques. À partir du 1er mars 2021, il continue de fonctionner sous le nom "Irshad",.

## Numéro de magasin
À l'heure actuelle, le réseau Irshad compte plus de 44 à Bakou et dans les villages environnants, Khirdalan, Sumgayit, Ganja, Mingachevir, Barda, Goychay, Lankaran, Imishli, Guba, Gabala, Masalli, Shamkir, Khachmaz, Tovuz, Sabirabad, Agjabadi, Jalilabad, Les régions de Yevlakh fonctionnent avec un magasin.

## Récompenses
- Prix d'excellence pour les réalisations dans la chaîne de magasins d'électronique 2003 [4],[5]
- Prix "Succès" dans la nomination "Meilleur concessionnaire de l'année" (2008-2009) [4]
- Prix "Réussite" et prix de l'année 2011 (2010-2012) [4]